# Tábor - Zahrádka
Tábor - Zahrádka este o arie protejată (arie specială de conservare — SAC, sit de importanță comunitară — SCI) din Republica Cehă întinsă pe o suprafață de 30,08 ha, integral pe uscat.

## Localizare
Centrul sitului Tábor - Zahrádka este situat la coordonatele 49°25′15″N 14°37′29″E / 49.420833°N 14.624722°E.

## Înființare
Situl Tábor - Zahrádka a fost declarat sit de importanță comunitară în aprilie 2005 pentru a proteja 1 specie de animale. Situl a fost protejat și ca arie specială de conservare în iunie 2016.

## Biodiversitate
Situată în ecoregiunea continentală, aria protejată nu include niciun habitat protejat.
La baza desemnării sitului se află o specie protejată de  amfibieni: buhai de baltă cu burta roșie (Bombina bombina).